# Andrew Kratzmann
Andrew Kratzmann (* 3. November 1971 in Murgon, Queensland) ist ein ehemaliger australischer Tennisspieler.

## Leben
Kratzmann stand 1990 im Doppelfinale des Juniorenwettbewerb der Australian Open. Im selben Jahr wurde er Tennisprofi und erreichte das Finale des Challenger-Turniers von Canberra. 1991 gewann er seinen ersten Doppeltitel auf der Challenger-Tour, im darauf folgenden Jahr errang er an der Seite von Roger Rasheed drei weitere Challenger-Turniersiege. 1994 gewann er an der Seite seines Bruders Mark in Adelaide sein erstes Doppelturnier auf der ATP World Tour. Insgesamt gewann er im Laufe seiner Karriere mit wechselnden Partnern neun Turniersiege im Doppel, darunter das Masters-Turnier in Hamburg. Weitere zwölf Mal stand er in einem Doppelfinale. Im Einzel konnte er keine Erfolge erringen, seine beiden einzigen Spiele auf der ATP World Tour verlor er. Seine höchste Notierung in der Tennis-Weltrangliste erreichte er 1991 mit Position 299 im Einzel sowie 2000 mit Position 13 im Doppel.
Sein bestes Einzelergebnis bei einem Grand-Slam-Turnier war die Qualifikation bei den Australian Open 1994, wo er in der ersten Runde ausschied. Sein bestes Resultat in der Doppelkonkurrenz war die Finalteilnahme bei den Australian Open 2000. An der Seite von Wayne Black unterlag er in fünf Sätzen knapp gegen Rick Leach und Ellis Ferreira.

## Erfolge
| Legende                       |
| Grand Slam                    |
| Tennis Masters Cup            |
| ATP Masters Series (1)        |
| ATP International Series Gold |
| ATP International Series (8)  |
| ATP Challenger Series (8)     |

| Titel nach Belag |
| Hartplatz (1)    |
| Sand (8)         |
| Rasen (0)        |
| Teppich (0)      |

### Doppel

#### Turniersiege

##### ATP Tour
| Nr. | Datum              | Turnier           | Belag     | Partner            | Finalgegner                            | Ergebnis         |
| --- | ------------------ | ----------------- | --------- | ------------------ | -------------------------------------- | ---------------- |
| 1.  | 9. Januar 1994     | Adelaide          | Hartplatz | Mark Kratzmann     | David Adams Byron Black                | 6:4, 6:3         |
| 2.  | 13. August 1995    | San Marino        | Sand      | Jordi Arrese       | Pablo Albano Federico Mordegan         | 7:6, 3:6, 6:2    |
| 3.  | 29. September 1996 | Palermo (1)       | Sand      | Marcos Ondruska    | Cristian Brandi Emilio Sánchez Vicario | 7:6, 6:4         |
| 4.  | 6. Oktober 1996    | Marbella          | Sand      | Jack Waite         | Pablo Albano Lucas Arnold Ker          | 6:7, 6:3, 6:4    |
| 5.  | 5. Oktober 1997    | Palermo (2)       | Sand      | Libor Pimek        | Hendrik Jan Davids Daniel Orsanic      | 3:6, 6:3, 7:6    |
| 6.  | 9. November 1997   | Santiago de Chile | Sand      | Hendrik Jan Davids | Julián Alonso Nicolás Lapentti         | 7:6, 5:7, 6:4    |
| 7.  | 3. Mai 1998        | Prag              | Sand      | Wayne Arthurs      | Fredrik Bergh Nicklas Kulti            | 6:1, 6:1         |
| 8.  | 9. Mai 1999        | Hamburg           | Sand      | Wayne Arthurs      | Paul Haarhuis Jared Palmer             | 2:6, 7:65, 6:2   |
| 9.  | 28. Mai 2000       | St. Pölten        | Sand      | Mahesh Bhupathi    | Andrea Gaudenzi Diego Nargiso          | 7:610, 6:72, 6:4 |

##### Challenger Tour
| Nr. | Datum             | Turnier   | Belag     | Partner         | Finalgegner                           | Ergebnis      |
| --- | ----------------- | --------- | --------- | --------------- | ------------------------------------- | ------------- |
| 1.  | 10. November 1991 | Hobart    | Teppich   | Michael Brown   | Bret Richardson Simon Youl            | 3:6, 6:3, 7:6 |
| 2.  | 5. Juli 1992      | Salerno   | Sand      | Roger Rasheed   | Gabriel Markus Daniel Orsanic         | 6:4, 6:3      |
| 3.  | 2. August 1992    | Winnetka  | Hartplatz | Roger Rasheed   | Rick Witsken Todd Witsken             | 6:3, 3:6, 6:3 |
| 4.  | 16. August 1992   | Fortaleza | Sand      | Roger Rasheed   | Christer Allgårdh Maurice Ruah        | 7:6, 6:4      |
| 5.  | 6. Juni 1993      | Turin     | Sand      | Mårten Renström | Brian Joelson John Sullivan           | 6:4, 6:0      |
| 6.  | 11. Juni 1995     | Fürth     | Sand      | Brent Larkham   | Ken Flach Kent Kinnear                | 6:4, 6:7, 7:6 |
| 7.  | 18. Mai 1997      | Košice    | Sand      | Pat Cash        | Brent Haygarth Maks Mirny             | 4:6, 6:2, 6:4 |
| 8.  | 8. Juni 2003      | Surbiton  | Rasen     | Joshua Eagle    | Jean-François Bachelot Grégory Carraz | 6:3, 6:2      |

#### Finalteilnahmen
| Nr. | Datum              | Turnier         | Belag       | Partner         | Finalgegner                        | Ergebnis                  |
| --- | ------------------ | --------------- | ----------- | --------------- | ---------------------------------- | ------------------------- |
| 1.  | 16. Juli 1995      | Båstad (1)      | Sand        | Jon Ireland     | Jan Apell Jonas Björkman           | 3:6, 0:6                  |
| 2.  | 17. März 1996      | Kopenhagen      | Teppich (i) | Wayne Arthurs   | Libor Pimek Byron Talbot           | 6:7, 6:3, 3:6             |
| 3.  | 3. August 1998     | Amsterdam       | Sand        | Libor Pimek     | Paul Kilderry Nicolás Lapentti     | 6:3, 5:7, 6:7             |
| 4.  | 2. August 1998     | Kitzbühel (1)   | Sand        | Joshua Eagle    | Tom Kempers Daniel Orsanic         | 3:6, 4:6                  |
| 5.  | 30. Januar 2000    | Australian Open | Hartplatz   | Wayne Black     | Ellis Ferreira Rick Leach          | 4:6, 6:3, 3:6, 6:3, 16:18 |
| 6.  | 24. Juni 2001      | Nottingham      | Rasen       | Paul Hanley     | Donald Johnson Jared Palmer        | 4:6, 2:6                  |
| 7.  | 15. Juli 2001      | Båstad (2)      | Sand        | Simon Aspelin   | Karsten Braasch Jens Knippschild   | 6:73, 6:4, 6:75           |
| 8.  | 29. Juli 2001      | Kitzbühel (2)   | Sand        | Simon Aspelin   | Àlex Corretja Luis Lobo            | 1:6, 4:6                  |
| 9.  | 24. Februar 2002   | Buenos Aires    | Sand        | Simon Aspelin   | Gastón Etlis Martín Rodríguez      | 6:3, 3:6, [4:10]          |
| 10. | 13. April 2002     | Estoril         | Sand        | Simon Aspelin   | Mahesh Bhupathi Maks Mirny         | 1:6, 2:6                  |
| 11. | 29. September 2002 | Hongkong        | Hartplatz   | Wayne Arthurs   | Jan-Michael Gambill Graydon Oliver | 7:62, 4:6, 6:74           |
| 12. | 28. September 2003 | Bangkok         | Hartplatz   | Jarkko Nieminen | Jonathan Erlich Andy Ram           | 3:6, 6:74                 |